# Antonio Hernández Ramírez
Antonio Hernández Ramírez   (Arcos de la Frontera, 26 de gener de 1943 - Cadis, 8 de setembre de 2024) va ser un poeta, novel·lista i assagista espanyol. També va ser un prolífic articulista de la premsa convencional. La seva obra és objecte d'estudi en diverses institucions internacionals de prestigi, com la Universitat Athens dels Estats Units. En 1999 l'ajuntament de la seva localitat natal li va atorgar el títol de Fill Predilecte.

## Obra

### Poesia
- Viento Variable (Calambur, 2016)
- Insurgencias 2010 (Obra poética completa)
- El mar es una tarde con campanas 2001
- Raigosa ha muerto, viva el rey 1998
- Picasso y Apollinaire, los mercaderes de aleluya 1997
- Vara del corazón 1996
- Le leyenda de Géminis 1994
- Sagrada forma 1993
- El nombre de las cosas 1993
- La poética del 50, una promoción desheredada 1991
- El mar es una tarde con campanas 1965
- Oveja negra 1969
- Done da la luz 1978
- Metaory 1979
- Homo Loquens 1981
- Diezmo de madrugada 1982
- Con tres heridas yo 1983
- Compás errante 1985
- Indumentaria 1986
- Campo lunario 1988
- Lente de agua 1990
- Sagrada forma 1994
- Habitación en Arcos 1997
- El mundo entero 2001
- Diez poemas 2003
- A plao seco 2007
- Nueva York después de muerto 2013

### Prosa
- El Tesoro de Juan Morales, I Premi Internacional de Novel·la Ciudad de Torremolinos (Carpe Noctem, 2016)
- El Betis, la marcha verde 1978
- Goleada 1988
- Nana para dormir francesas 1988
- Raigosa ha muerto ¡viva el rey! 1988
- Volverá a reír la primavera 1989
- El nombre de las cosas 1993
- Sangre fría 1994
- La leyenda de Géminis 1994
- Vestida de novia 2004
- El submarino amarillo 2008
- Gol sur 2008
- Guía secreta de Cádiz 1979